# Вугар Гашимов
Вугар Гасим огли Гашимов (азерб. Vüqar Qasım oğlu Həşimov, нар. 24 липня 1986 року, Баку, СРСР — пом. 11 січня 2014, Гайдельберг, Німеччина) — азербайджанський шахіст, гросмейстер. Триразовий чемпіон Азербайджану з шахів (1995, 1996, 1998).
Переможець командного чемпіонату Європи 2009 року у складі збірної Азербайджану.
Помер від тривалої хвороби 11 січня 2014 року.

### Переможець турнірів
- 2010 — Реджіо-Емілія

## Зміни рейтингу
| На цьому місці має відображатися графік чи діаграма, однак з технічних причин його відображення наразі вимкнено. Будь ласка, не видаляйте код, який викликає це повідомлення. Розробники вже працюють для того, щоби відновити штатне функціонування цього графіка або діаграми. | |
| | На цьому місці має відображатися графік чи діаграма, однак з технічних причин його відображення наразі вимкнено. Будь ласка, не видаляйте код, який викликає це повідомлення. Розробники вже працюють для того, щоби відновити штатне функціонування цього графіка або діаграми. |